# هارفي براون
هارفي براون (بالإنجليزية: Harvey Brown) هو ضابط أمريكي، ولد في 6 سبتمبر 1795 في راهواي في الولايات المتحدة، وتوفي في 31 مارس 1874 في Clifton, Staten Island ‏ في الولايات المتحدة.